# Ignacio Aldama
Ignacio Aldama (San Miguel de Allende, Guanajuato 7 de maig de 1780 - Monclova, Coahuila, 20 de juny de 1811), va ser un advocat i insurgent novohispà que va participar en la guerra de la independència de Mèxic. Era germà de Juan Aldama.

## Trajectòria
Va estudiar lleis a la Ciutat de Mèxic, encara que es va dedicar a les tasques del camp. El 16 de setembre de 1810 es va unir a la seva ciutat natal als independentistes que acabaven d'iniciar la lluita insurgent mitjançant el denominat crit de Dolores. Va ser designat cap municipal i militar de San Miguel així com mariscal de camp.
En saber que les tropes realistes al comandament de Félix María Calleja s'acostaven a la població, va partir amb la seva família per reunir-se amb el gruix de les tropes insurgents poc abans de la batalla d'Aculco. Va acompanyar Ignacio Allende a Guanajuato i Guadalajara. Va contribuir a la publicació del diari El Despertador Americano. Va ser designat ambaixador davant els Estats Units, se li va encomanar la tasca d'aconseguir armament. Va aconseguir arribar a Béjar amb relativa facilitat, però va ser capturat per la contrarevolució iniciada pel subdiaca Zambrano. Va ser traslladat a Monclova, lloc on se li va practicar un judici sumari. Va publicar un manifest mitjançant el qual va demanar perdó per les seves accions el 18 de juny de 1811, va ser executat dos dies més tard.